# ラシッド・メレドフ

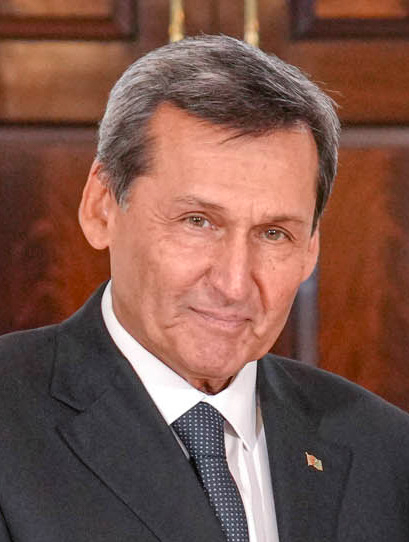
ラシッド・メレドフ

ラシッド・オヴェズゲルドゥイェヴィチ・メレドフ（トルクメン語: Raşit Öwezgeldiýewiç Meredow、ロシア語: Рашид Овезгельдыевич Мередов、1960年 - ）は、トルクメニスタンの政治家。トルクメニスタン副首相（ウィキ英語版では副大統領）、外務大臣、閣僚会議副議長を兼任。

## 経歴
ソビエト連邦トルクメン・ソビエト社会主義共和国の首都アシガバート出身。1982年、モスクワ国立大学法学部を卒業。1990年まで、トルクメン州立大学民法・民事訴訟講座講師ならび上級講師。 
1990～1991年、同国において共和国法務省主任顧問、部長、局長 を歴任。
1991～1993年3月、トルクメニスタン大統領付属法執行機関活動調整会議法執行機関部長を務める。
1993年3月からトルクメニスタン大統領付法務部長に就任。
1994年12月、トルクメニスタン国会（メジリス）法務問題委員会議長を務める。
1996年からトルクメニスタン大統領付属トルクメニスタン国立民主主義・人権研究所副所に勤務。
1999年5月からトルクメニスタン外務第一次官となり、同年12月、トルクメニスタン国会（メジリス）第一副議長となる。
2001年5月、トルクメニスタン国会（メジリス）議長に就任。2001年7月、トルクメニスタン外務大臣となる。 
2001年8月～2005年2月、トルクメニスタン大統領付属トルクメニスタン国立民主主義・人権研究所所長ならび外務大臣を兼務。 
2003年2月～2005年3月、トルクメニスタン副首相および外務大臣を兼務する。
2005年3月、トルクメニスタン副首相ならび国立民主主義・人権研究所長から解任（ただし外務大臣の役職は留任となった）。
2007年2月～ トルクメニスタン副首相に再任（外務大臣を兼務）。